# Parjadin-Halbinsel
Die Parjadin-Halbinsel ist eine Halbinsel am nordwestlichen Ende Südgeorgiens. Sie liegt zwischen der Elsehul im Nordosten, dem Undine Harbour und dem Johan Harbour im Südosten, dem Bird Sound im Norden und dem offenen Südatlantik im Süden und Westen.
Das UK Antarctic Place-Names Committee benannte sie 2002 in Anlehnung an die Benennung des Kap Parjadin und des Paryadin Ridge, die sich beide auf der Halbinsel befinden. Deren Namensgeber ist Jakow Porjadin [sic], Navigator des Schiffs Wostok, neben der Mirny eines von zwei Schiffen der ersten russischen Antarktisexpedition (1819–1821) unter der Leitung von Fabian Gottlieb von Bellingshausen.